# 奧霍恩西諾 (新墨西哥州)
奧霍恩西諾（英語：Ojo Encino）是位於美國新墨西哥州麥金萊縣的普查規定居民點。

## 人口
根據2020年美國人口普查的數據，奧霍恩西諾的面積為1.69平方千米，皆為陸地。當地共有人口222人，而人口密度為每平方千米131.36人。